# Тирін
Тирі́н (рос. Тырин) — село у складі Киринського району Забайкальського краю, Росія. Входить до складу Верхньо-Ульхунського сільського поселення.

## Населення
Населення — 255 осіб (2010; 347 у 2002).
Національний склад (станом на 2002 рік):
- росіяни — 100 %